# Isotomische verwantschap

P_{1} en P_{2} zijn isotomisch verwant.
D, E, F zijn de middens van BC, CA, AB.
Dan is ook: X_{1}D=DX_{2}, Y_{1}E=EY_{2}, Z_{1}F=FZ_{2}

.
In een driehoek {\displaystyle ABC} heten twee punten {\displaystyle P_{1}} en {\displaystyle P_{2}} isotomisch verwant als voor hun Ceva-driehoeken {\displaystyle X_{1}Y_{1}Z_{1}} en {\displaystyle X_{2}Y_{2}Z_{2}} geldt (zie de figuur rechts):
{\displaystyle AZ_{1}=BZ_{2},BX_{1}=CX_{2},CY_{2}=AY_{1}}
Ieder punt {\displaystyle P} dat niet op een zijde van een driehoek ligt, heeft volgens de stelling van Ceva een isotomisch verwant punt. Als {\displaystyle P} op Steiners omgeschreven ellips van de driehoek ligt, dan ligt het isotomisch verwante punt van {\displaystyle P} op de oneindig verre rechte.
Enkele bijzondere punten van een driehoek die isotomisch verwant zijn:
- het zwaartepunt met zichzelf;
- het punt van Gergonne en het punt van Nagel.

## Involutie
Isotomische verwantschap kan als een involutie {\displaystyle \tau } worden opgevat. In barycentrische coördinaten wordt de involutie gegeven door:
{\displaystyle \tau :(x:y:z)\mapsto \left(yz:xz:xy\right)}
Een rechte lijn wordt op een kegelsnede door de hoekpunten van een driehoek afgebeeld; namelijk op:
- een ellips, als de lijn Steiners omgeschreven ellips niet snijdt,
- een parabool, als de lijn Steiners omgeschreven ellips raakt,
- een hyperbool, als de lijn Steiners omgeschreven ellips snijdt .

## Overige
- Bij uitbreiding wordt wel gezegd dat elk hoekpunt van een driehoek isotomisch verwant is met elk punt van de overstaande zijde.
- Isogonale verwantschap bij een driehoek legt een verband tussen twee punten, waarbij een gelijkheid tussen hoeken geldt.